# أحمد المعظم شاه
السلطان أحمد المعظم شاه ابن المهراجا تون علي (23 مايو 1836 - 9 مايو 1914) كان سادس راجا بندهارا لولاية فهغ ومؤسس وأول سلاطين فهغ الحديثة.

## سلطان فهغ

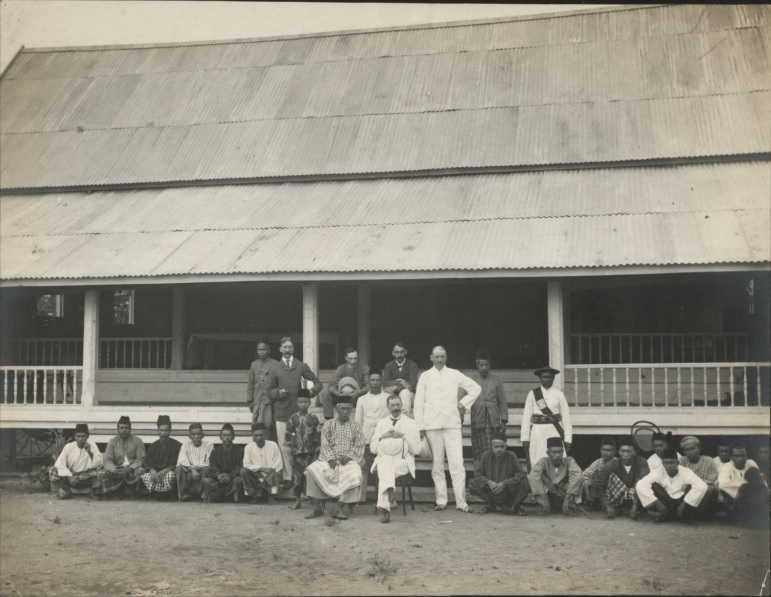
سلطان أحمد المعظم شاه يجلس مع القائم بأعمال مقيم فهغ، فريدريك دوبيرلي، حوالي سنة 1902.

استولى أحمد المعظم شاه على العرش في عام 1863 بعد أن هزم شقيقه الأكبر تون مُطهَّر في حرب فهغ الأهلية. واتخذًا أحمد لقب سري بادوكا داتو بندهارا سيوا راجا تون أحمد. في السنوات الأولى من حكمه، انزلقت فهغ إلى حالة من الاضطراب، مع محاولات مختلفة قام بها أبناء تون مطهر للإطاحة به. أدى ذلك إلى مشاركة فهغ في حرب سيلانجور الأهلية التي أنهت الصراع.
أدت الحروب المتتالية التي دمرت الأرض إلى تصاعد الخلاف بين الطبقة الحاكمة ورؤساء المناطق الذين انقسموا منذ ذلك الحين إلى فصائل. وفي عام 1881 اتخذ تون وان أحمد على لقب السلطان أحمد المعظم شاه. وبذلك فقد قام بإحياء سلطنة فهغ مرة ثانية بعد أكثر من قرنين من الاتحاد مع سلطنة جوهر. حصل أحمد على اعتراف رسمي من حكومة مستعمرات المضيق البريطانية في عام 1887، مقابل توقيع معاهدة مع البريطانيين أجبرته على قبول مقيم بريطاني في بلاده.
خلال فترة حكمه، أصبحت سياسة فهغ تحت إشراف الحكومة البريطانية. مارس الوكيل البريطاني المقيم ضغوطًا متزايدة على السلطان لإدارة الدولة . وقد أدى ذلك فعليًا إلى إغراق الدولة في قدر هائل من الاستياء من الاشتباكات بين الزعماء التقليديين والبريطانيين. وأجبر البريطانيون في النهاية تون أحمد على وضع دولته تحت الحماية البريطانية في عام 1888، وتم تعيين جون بيكرسجيل رودجر أول مقيم في فهغ. بدأ العمل في بناء إدارة الدولة بإنشاء المحكمة العليا وقوة شرطة ومجلس دولة. في عام 1895، أبرم السلطان معاهدة اتحاد لتشكيل ولايات الملايو الموحدة. ونقل تون أحمد سلطاته التنفيذية والإدارية إلى ابنه الأكبر تونكو لونغ محمود، بسبب كبر سنه في عام 1909، واحتفظ بمنصبه وألقابه كسلطان للدولة حتى وفاته في عام 1914.
حصل أحمد المعظم شاه على وسام القديس مايكل وسانت جورج في قائمة تكريم أعياد الميلاد في نوفمبر 1902.